# Verdrag van Constantinopel (1700)

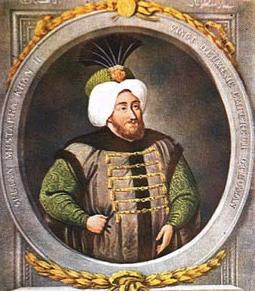
Mustafa II

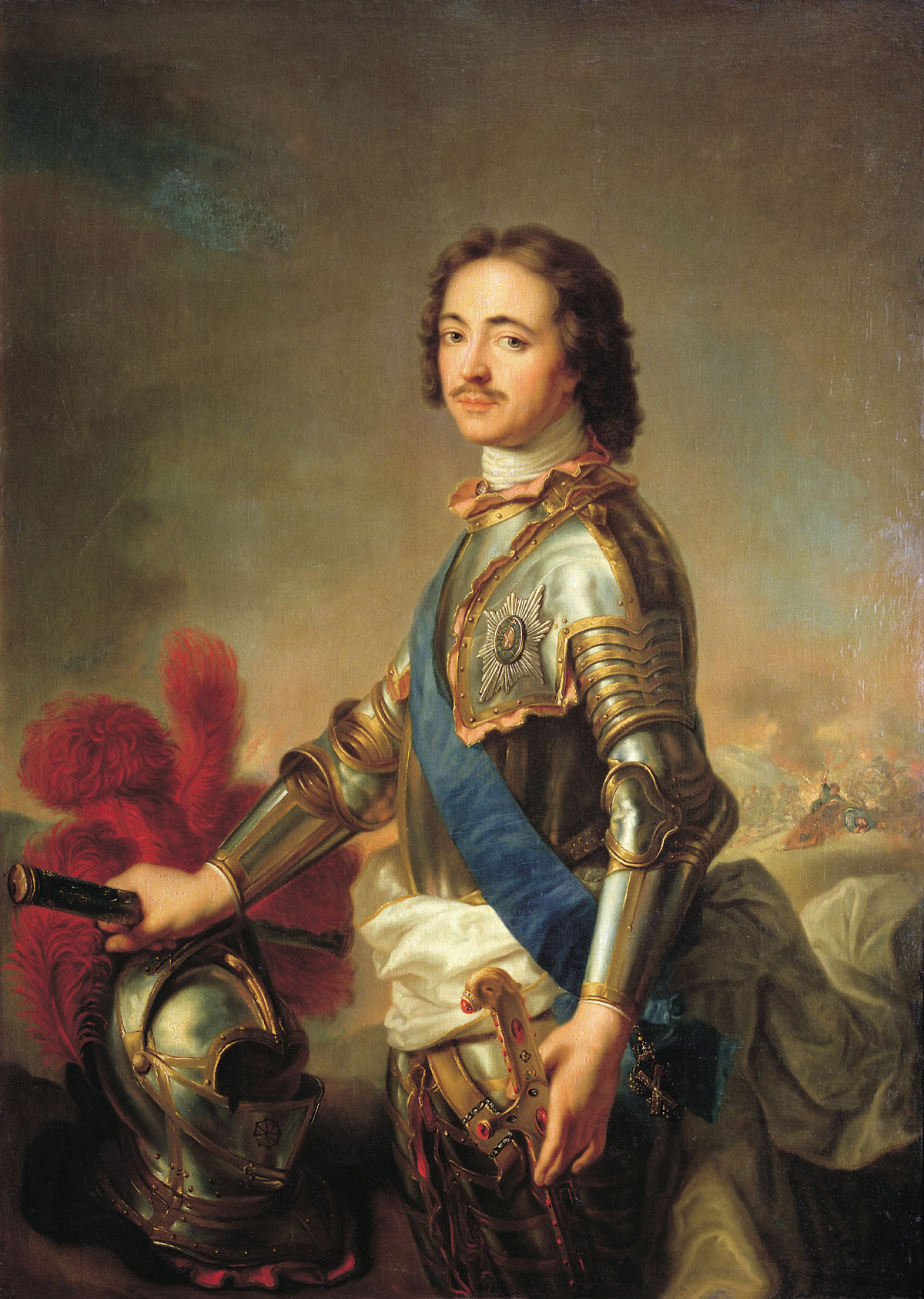
Peter de Grote

Het Verdrag van Constantinopel was een vredesverdag die de Russisch-Turkse Oorlog (1686-1700) tussen het Russische Rijk en het Ottomaanse Rijk beëindigde. Het verdrag werd ondertekend in Constantinopel (nu Istanboel) op 8 augustus 1700.
Op 5 augustus 1699 voeren twaalf Russische schepen van de nieuwe Russische marinebasis Taganrog door de Zwarte Zee naar de straat van Kertsj. Tsaar Peter de Grote eiste dat het fregat Krepost, met de Russische ambassadeur aan boord, door mocht varen naar Constantinopel. Het Russische fregat voer onder begeleiding naar Constantinopel.
Op 13 september verscheen het fregat voor de Bosporus. De sultan zond een bericht naar het schip waarin hij hen feliciteerde en verwelkomde. Hij zond ook schepen om de ambassadeur en zijn gevolg aan wal te brengen, maar Oekraintsev, de ambassadeur, weigerde, hij wilde op de Bosporus zelf varen, tot aan de stad zelf. De sultan legde er zich bij neer, en het schip ging voor anker in de Gouden Hoorn, recht voor het paleis van de sultan.
De onderhandelingen werden geopend drie maanden na de aankomst van Oekraintsev, daarna volgden 23 bijeenkomsten. Daarin werden de verschillende eisen van Tsaar Peter besproken: hij eiste Azov op, net als de forten die hij veroverd had in de benedenloop van de Dnjepr. Hij wilde ook het recht met Russische handelsschepen, maar geen oorlogsschepen, de Zwarte Zee te bevaren. Hij vroeg de sultan de Krim-Tataren te verbieden rooftochten in Oekraïne te ondernemen en het recht van de kan (de heerser van de Krim-Tataren) op een jaarlijkse schatting uit Moskou te ontnemen. Als laatste wilde hij ook permanente Russische diplomaten in Constantinopel, en hij wilde dat orthodoxe geestelijken speciale privileges zouden krijgen bij het Heilig Graf in Jeruzalem.
In juni 1700 werd een compromis ondertekend: Rusland mocht Azov, en het omliggende gebied tot op tien dagreizen van de muren eromheen, behouden. De forten van de benedenloop van de Dnjepr daarentegen gingen terug naar de Turken. De eisen over de Zwarte Zee hadden de Russen al laten vallen, omdat de sultan geen duimbreed toegaf. De Turken beloofden officieel dat de orthodoxe christenen toegang kregen tot Jeruzalem. De schatting voor de kan van de Krim-Tataren werd formeel aanvaard, wat enig protest van de regerende kan, Devlet Kerei, veroorzaakte, maar werd later bij de Vrede van Proet gewoon vergeten.
Rusland kreeg ook het recht voor een permanente ambassadeur in Constantinopel met dezelfde status als die van Groot-Brittannië, Frankrijk, de Republiek of Oostenrijk.
Met de vrede met het Ottomaanse Rijk had Rusland de handen vrij om de oorlog aan Zweden te verklaren, wat het begin van de Grote Noordse Oorlog betekende.